# ヒューマン・ボイス
『ヒューマン・ボイス』（西: La voz humana、英: The Human Voice）は、2020年のスペインの短編映画。ジャン・コクトーの戯曲『人間の声』に基づき、ペドロ・アルモドバルが脚本と監督を務めた。
ティルダ・スウィントンのほぼ独演で、アルモドバル初の全編英語による作品である。

## ストーリー
倉庫のような場所に置かれた半透明のスクリーンに、赤いドレスをまとった女性のシルエットが映し出される。彼女が姿を現し歩き出すと、そこは撮影所の中であることが分かる。撮影所の中には彼女の暮らしている部屋のセットが建てられている。
彼女は女優で、恋人の帰りを待っている。だが恋人は彼女と別れ、自分の荷物と飼っていた犬だけを残し去ってしまった。直接会って話しもせずに一方的に別れを言い渡された彼女は憤りを抱えながらも、平然とした素振りで金物店に行く。彼女はそこで斧を買い、家に持ち帰る。
帰宅すると、彼女は恋人の置いていった荷物をかき回し、コーヒーカップを落として割ってしまう。恋人の飼っていた犬は、賢く主人に忠実だったため、割れた破片の上に座り込む。彼女は、クローゼットから恋人の着ていた黒いスーツを取り出し、ベッドの上に寝かせる。そして、突然凶暴化し、買ってきた斧を振り上げスーツに何度も打ち付ける。
少し落ち着きを取り戻した彼女は、スマートフォンで恋人に電話をかける。彼女は、耳にワイヤレスイヤホンをして、恋人と話し始める（恋人は一切登場しない）。彼女は3日間待ち続けた思いを、堰を切ったように恋人へ伝え始める。彼女はとめどなく話し続け、怒りや悲しみを露わにする。
ついに何も解決せず話しは終わる。そして、彼女は感情を殺しながら部屋にガソリンをまき放火する。過去が消えていくのを確かめるように、彼女は燃え盛る炎を見つめる。すると、逃げてきた恋人の犬が、彼女のそばにやってくる。彼女は犬に対し「今日から私が主人よ」と伝え、一緒に撮影所から街へ出ていく。

## 制作
ジャン・コクトーの戯曲『人間の声』の映像化は、アルモドバルが長年温めていた企画で、スペイン語で脚本を執筆し、それを英語に翻訳した。脚本をティルダ・スウィントンに送って主演をオファーし、2020年2月に彼女の出演が発表された。撮影は2020年4月に開始される予定だったが、新型コロナウイルスの世界的流行で延期された。2020年7月16日に撮影を再開し、2020年7月27日制作が完了した。
アルモドバルは本作について「『人間の声』は、たとえ主人公が奈落の底に落とされたとしても、欲望についての道徳的な教訓となる。人生や恋愛で冒険をする人は、必然的にこのリスクにさらされる。彼女のモノローグからは常に痛みが伝わってくるが、残されたのは見捨てられた2つの存在の喪失と絶望だ」と語っている。

## 公開
2020年9月3日の第77回ヴェネツィア国際映画祭でワールドプレミアが行われ、その後ソニー・ピクチャーズ・クラシックスが本作のアメリカ配給権を獲得した。また、2020年9月24日のニューヨーク映画祭、2020年10月17日のロンドン映画祭でも上映された。
2020年10月21日にスペインで公開され、3週間で12万ユーロ以上の興行収入を記録し、短編映画としてはスペインで最高の興行収入を記録した。パテが配給権を取得し、2021年5月19日にイギリスで公開された。

## 評価
映画評論サイトRotten Tomatoesでは、批評家64人のレビューのうち97%が肯定的であり、平均評価は8.10/10で、総じて「ペドロ・アルモドバルとティルダ・スウィントンの結束により、短い時間にもかかわらず豊かな収穫が得られる」との見解を示した。また、Metacriticには批評家による17件のレビューがあり、加重平均値は88/100となっている。
ガーディアンのピーター・ブラッドショーは、5つ星のうち4つ星をつけ「孤立、後悔、不安の中で、現在の二人の関係が偶発的なものか永続的なものかを判断できず、焼身自殺という絶望的な狂言に陥る人間の物語」と評した。